# Лавров, Александр Иванович
Александр Иванович Лавров (15 (27) августа 1879, Владимирская губерния — 16 августа 1935, Владимир) — деятель обновленчества, архиепископ Владимирский и Ковровский, до 1922 года — священник Русской православной церкви.

## Биография
Родился 15 августа 1879 года во Владимирской губернии в семье псаломщика. В 1893 году окончил Суздальское духовное училище. В 1899 году окончил Владимирскую духовную семинарию.
В 1899 году стал учителем Димитриево-Горской церковно-приходской школы Меленковского уезда Владимирской губернии.
15 сентября 1900 года рукоположен в сан священника и назначен к церкви Успенского Княгинина женского монастыря. Одновременно с сентября 1900 по октябрь 1911 годы был законоучителем монастырской церковноприходской школы. Одновременно с октября 1901 по сентябрь 1908 года законоучитель 3-го приходского училища. В 1905 года награждён набедренником. Одновременно с сентября 1908 года по сентябрь 1909 года законоучитель 5-го приходского училища. 27 марта 1908 г. награждён бархатной фиолетовой скуфьёй.
В октябре 1909 года переведён законоучителем 4-го приходского училища. 1 апреля 1913 года награждён камилавкой. К тому времени овдовел.
В 1913 году назначен священником Воскресенской церкви Владимира. 14 июня 1917 года награждён наперсным крестом, от Святейшего Синода выдаваемым. Назначен настоятелем Воскресенской церкви Владимира и членом Владимирского епархиального совета.
В 1922 году признал обновленческое ВЦУ, уклонившись таким образом в обновленческий раскол.
5 марта 1923 года, приняв рясофор, хиротонисан во епископа Ковровского, викария Владимирской обновленческой епархии. Кафедра располагалась в Преображенском соборе Коврова.
4 июня 1924 года назначен епископом Рыбинским, викарием Ярославской обновленческой епархии. 3 сентября 1924 года уволен на покой.
16 сентября того же года вновь назначен епископом Ковровским, викарием Владимирской обновленческой епархии и временно управляющий Нижегородской обновленческой епархией.
6 февраля 1925 года назначен епископом Нижегородским, председателем обновленческого Нижегородского епархиального управления с возведением в сан архиепископа. Одновременно октября по 1 декабря 1925 года был временным управляющим Владимирской обновленческой епархией.
В октябре 1925 года был участником «Третьего всероссийского поместного собора» (второго обновленческого).
27 апреля 1926 года назначен архиепископом Вологодским и Кадниковским, председателем обновленческого Вологодского епархиального управления. Кафедра располагалась в Воскресенском соборе Вологодского кремля. Весной 1930 года награждён правом ношения креста на клобуке.
9 марта 1932 года назначен архиепископом Уфимским и Мензелинским, председатель обновленческого Уфимского епархиального управления. Кафедра располагалась в Рождество-Богородицкой церкви Уфы.
В 1934 году назначен архиепископом Костромским и Галичским, председателем обновленческого Костромского епархиального управления. Кафедра располагалась в Иоанно-Богословской церкви на Каткиной горе в Костроме.
В марте 1935 года назначен архиепископом Владимирским и Ковровским, председателем обновленческого Владимирского епархиального управления. Кафедра располагалась в Троицкой церкви Владимира.
В годы второй пятилетки (1933—1337) количество общин обновленческой ориентации на территории современной Владимирской области продолжало оставаться незначительным. Тем не менее, их участие в религиозной жизни региона было довольно заметным. Местные власти продолжали относиться с большим доверием именно к обновленцам, а не к тихоновцам; несмотря на их малочисленность, щедро снабжали их храмами, естественно, в ущерб «староцерковникам».
Скончался 16 августа 1935 года во Владимире.